# 1917 год в театре
1917 год в театре

## Знаменательные события
- 21 октября — В Саратове премьерой спектакля «Гибель „Надежды“» Германа Гейерманса открылся Солдатский Театр Революции.

## Персоналии

### Родились
- 7 января — Нина Афанасьевна Сазонова, советская и российская актриса театра и кино, народная артистка СССР.
- 8 января — Сабахон Каримова, узбекская и советская актриса театра и кино, режиссёр. Народная артистка Узбекской ССР (1950).
- 15 января — Евгений Лебедев, советский и российский актёр театра и кино, народный артист СССР, лауреат Сталинской премии (1950), Государственной премии СССР (1968), Ленинской премии СССР (1986).
- 6 февраля — Юрий Алексеевич Величко, актёр театра и кино, Народный артист Украинской ССР (1964).
- 10 февраля — Эльза Яновна Радзиня, советская актриса театра и кино, народная артистка СССР.
- 1 марта — Фёдор Иванович Шмаков, советский и российский актёр театра и кино, театральный режиссёр, народный артист СССР.
- 30 марта — Борис Фёдорович Горбатов, советский актёр театра и кино, народный артист РСФСР.
- 31 марта — Фуат Тагиров, народный артист Татарской ССР. Один из создателей Государственного интернационального театра кукол в ТАССР.
- 25 марта (7 апреля) 1917 года — Вера Александровна Ершова, советская и российская театральная актриса, народная артистка СССР (1977).
- 22 апреля — Иветт Шовире, французская балерина, прима-балерина «Опера Гарнье», преподаватель балетного искусства.
- 25 апреля — Фазылова Туфа Фазыловна, советская оперная певица, народная артистка СССР.
- 23 мая — Татьяна Михайловна Рябушинская, артистка балета и педагог.
- 18 (31) июля — Ирина Викторовна Тихомирнова, советская балерина и балетный педагог; заслуженная артистка РСФСР, лауреат Сталинской премии.
- 18 августа — Журахон Рахмонов, советский актёр театра и кино, заслуженный артист Узбекистана (ум. в 1977).
- 17 октября — Александр Кабрал, португальский драматург.
- 7 ноября — Пётр Чернов, советский актёр театра и кино, народный артист РСФСР (1976).
- 22 декабря — Иосиф Григорьевич Ольшанский, советский и российский драматург и киносценарист.

### Скончались
- 20 января — Прасковья Прохоровна Лебедева, русская балерина, балетный педагог.
- 20 марта — Эмилио Де Марки, итальянский оперный певец, тенор.
- 21 апреля – Фрэнсис Коули Бернанд, британский драматург.
- 30 июля (12 августа) — Павел Андреевич Гердт, русский артист балета, балетмейстер, педагог, с 1865 года ведущий танцовщик Мариинского театра.